# Vojvođanska nogometna liga 1951.
Vojvođanska liga je bila liga četvrtog stupnja nogometnog prvenstva Jugoslavije u sezoni 1951. 
 Sudjelovalo je 13 klubova, a prvak je bio "Trgovački" iz Novog Sada. 
Reorganizacijom ligaškog sustava, u sezoni 1952. "Vojvođanska liga" je postala liga drugog stupnja. 

## Ljestvica
| mj. | klub                     | ut. | pob. | ner. | por. | gol+ | gol- | bod |
| --- | ------------------------ | --- | ---- | ---- | ---- | ---- | ---- | --- |
| 1.  | Trgovački Novi Sad       | 24  | 16   | 0    | 8    | 65   | 24   | 32  |
| 2.  | Železničar Inđija        | 24  | 12   | 6    | 6    | 73   | 44   | 30  |
| 3.  | Jedinstvo Bačka Topola   | 24  | 13   | 2    | 9    | 41   | 37   | 28  |
| 4.  | Srem Srijemska Mitrovica | 24  | 9    | 9    | 6    | 36   | 33   | 27  |
| 5.  | Radnički Sombor          | 24  | 12   | 3    | 9    | 49   | 64   | 27  |
| 6.  | Mladost Bački Petrovac   | 24  | 11   | 4    | 9    | 51   | 30   | 26  |
| 7.  | Bačka (Bačka Palanka)    | 24  | 10   | 6    | 8    | 47   | 35   | 26  |
| 8.  | Eđšeg Novi Sad           | 24  | 11   | 4    | 9    | 46   | 37   | 26  |
| 9.  | TSK Temerin              | 24  | 10   | 5    | 9    | 40   | 43   | 25  |
| 10. | Jedinstvo Vršac          | 24  | 9    | 5    | 10   | 39   | 50   | 23  |
| 11. | BSK Bečej                | 24  | 7    | 5    | 12   | 29   | 51   | 19  |
| 12. | Slavija Novi Sad         | 24  | 6    | 3    | 15   | 39   | 61   | 15  |
| 13. | Radnički Kikinda         | 24  | 2    | 4    | 18   | 31   | 77   | 8   |

- "Jedinstvo" iz Bačke Topole se navodi i kao "Eđšeg"
- "BSK" iz Bečeja se do drugog dijela sezone nazivao "Proleter"

## Rezultatska križaljka
| kratica | klub                     | BAČ | BSK | EĐŠ | JEDBT | JEDV | MLA | RADK | RADS | SLA | SREM | TRG | TSK | ŽEL |
| --- | ------------------------ | --- | --- | --- | ----- | ---- | --- | ---- | ---- | --- | ---- | --- | --- | --- |
| BAČ | Bačka (Bačka Palanka)    |     |     |     |       |      |     |      |      |     |      |     |     |     |
| BSK | BSK Bečej                |     |     |     |       |      |     |      |      |     |      |     |     |     |
| EĐŠ | Eđšeg Novi Sad           |     |     |     |       |      |     |      |      |     |      |     |     |     |
| JEDBT | Jedinstvo Bačka Topola   |     |     |     |       |      |     |      |      |     |      |     |     |     |
| JEDV | Jedinstvo Vršac          |     |     |     |       |      |     |      |      |     |      |     |     |     |
| MLA | Mladost Bački Petrovac   |     |     |     |       |      |     |      |      |     |      |     |     |     |
| RADK | Radnički Kikinda         |     |     |     |       |      |     |      |      |     |      |     |     |     |
| RADS | Radnički Sombor          |     |     |     |       |      |     |      |      |     |      |     |     |     |
| SLA | Slavija Novi Sad         |     |     |     |       |      |     |      |      |     |      |     |     |     |
| SREM | Srem Srijemska Mitrovica |     |     |     |       |      |     |      |      |     |      |     |     |     |
| TRG | Trgovački Novi Sad       |     |     |     |       |      |     |      |      |     |      |     |     |     |
| TSK | TSK Temerin              |     |     |     |       |      |     |      |      |     |      |     |     |     |
| ŽEL | Železničar Inđija        |     |     |     |       |      |     |      |      |     |      |     |     |     |
| |                          |     |     |     |       |      |     |      |      |     |      |     |     |     |
| podebljan rezultat - utakmice od 1. do 13. kola (1. utakmica između klubova) rezultat normalne debljine - utakmice od 14. do 26. kola (2. utakmica između klubova) rezultat nakošen - nije vidljiv redoslijed odigravanja međusobnih utakmica iz dostupnih izvora rezultat nakošen i smanjen * - iz dostupnih izvora nije uočljiv domaćin susreta prekrižen rezultat - poništena ili brisana utakmica p - utakmica prekinuta 3:0 p.f. / 0:3 p.f. - rezultat 3:0 bez borbe n.i. - nije igrano |                          |     |     |     |       |      |     |      |      |     |      |     |     |     |

 Izvori: 